# Liste von Serienmördern
In dieser Liste werden verurteilte Serienmörder aufgeführt, deren Fälle belegt sind und die eine Mordserie mit drei oder mehr belegten Morden, in einigem zeitlichen Abstand voneinander verübt haben. Aufgenommen werden können auch Fälle, bei denen der Täter zu Tode kam, bevor er verurteilt werden konnte. Die Fälle müssen reputabel belegt werden, siehe unter anderem Löschkandidaten/30. Juli 2011, Löschbegründung.

## Serienmörder
Die Namen sind alphabetisch sortiert. In der Liste von Serienmördern sind männliche Serienmörder, deren letzter nachgewiesener Mord nach 1950 lag, aufgeführt. Bitte WP:BIO#Straftaten beachten. Verurteilte, deren Prozess auf Aussagen basierten, die unter Folter erzwungen wurden, müssen kommentiert werden. Bei Fällen ohne Hauptartikel ist eine kurze Beschreibung des Falles oder zumindest eine Zusammenfassung des Urteils erforderlich.
| Name                                 | Land                         | Beschreibung                                                   | Opfer                      | Opfer      | aktive Zeit  |
| Name                                 | Land                         | Beschreibung                                                   | nach- gewiesen             | ver- mutet | aktive Zeit  |
| ------------------------------------ | ---------------------------- | -------------------------------------------------------------- | -------------------------- | ---------- | ------------ |
| Peter A.                             | Deutschland                  |                                                                | 4                          |            | 1973–1995    |
| Rodney Alcala                        | USA                          |                                                                | 8                          | 130        | 1977–1979    |
| Howard Arthur Allen                  | USA                          |                                                                | 3                          | 14         | 1974–1987    |
| Roger Andermatt                      | Schweiz                      |                                                                | 22                         | 27         | 1995–2001    |
| Stephen Wayne Anderson               | USA                          |                                                                | 8                          |            | 1970er–1980  |
| Richard Angelo                       | USA                          |                                                                | 10                         | 25         | 1984–1987    |
| William Dale Archerd                 | USA                          |                                                                | 3                          | 6          | 1956–1966    |
| Benjamin Atkins                      | USA                          |                                                                | 11                         |            | 1991–1992    |
| Bai Baoshan                          | China                        |                                                                | 15                         |            | 1980–1997    |
| Danny Lee Barber                     | USA                          |                                                                | 4                          |            | 1978–1980    |
| Daniel Camargo Barbosa               | Kolumbien                    |                                                                | 72                         | 150        | 1974–1986    |
| Jürgen Bartsch                       | Deutschland                  |                                                                | 4                          |            | 1962–1966    |
| Herbert Baumeister                   | USA                          |                                                                | 7                          | 17         | 1980–1996    |
| Ernst-Dieter Beck                    | Deutschland                  |                                                                | 3                          |            | 1961–1968    |
| Robert Berdella                      | USA                          |                                                                | 6                          |            | 1984–1988    |
| David Berkowitz                      | USA                          |                                                                | 6                          |            | 1976–1977    |
| Richard Fran Biegenwald              | USA                          |                                                                | 9                          | 11         | 1958–1983    |
| Donato Bilancia                      | Italien                      |                                                                | 17                         |            | 1997–1998    |
| Arthur Gary Bishop                   | USA                          |                                                                | 5                          |            | 1979–1983    |
| Robert Black                         | Großbritannien               |                                                                | 4                          | 5          | 1981–1986    |
| Terry Blair                          | USA                          |                                                                | 7                          |            | 1982–2004    |
| Nicolai Bonner                       | Israel                       |                                                                | 4                          |            | 2005         |
| William Bonin                        | USA                          |                                                                | 14                         | 36         | 1979–1980    |
| Gary Ray Bowles                      | USA                          |                                                                | 5                          | 6          | 1994         |
| Jerome Brudos                        | USA                          |                                                                | 3                          | 4          | 1968–1969    |
| Ted Bundy                            | USA                          |                                                                | 30                         | 60         | 1974–1978    |
| Harvey Carignan                      | USA                          |                                                                | 5                          | 5+         | 1949–1974    |
| David Carpenter                      | USA                          |                                                                | 7                          |            | 1979–1981    |
| Dean Carter                          | USA                          |                                                                | 5                          |            | 1984         |
| Pierre Chanal                        | Frankreich                   |                                                                | 3                          | 8          | 1980–1987    |
| Richard Trenton Chase                | USA                          |                                                                | 6                          |            | 1977–1978    |
| Elroy Chester                        | USA                          |                                                                | 5                          |            | 1997–1998    |
| Thor Nis Christiansen                | USA                          |                                                                | 4                          |            | 1976–1979    |
| John Christie                        | Großbritannien               |                                                                | 6                          | 8          | 1943–1953    |
| Adnan Çolak                          | Türkei                       |                                                                | 11                         |            | 1992–1995    |
| Carroll Cole                         | USA                          |                                                                | 16                         |            | 1948–1980    |
| Daniel Conahan                       | USA                          |                                                                | 5                          | 11         | 1994–1996    |
| Rory Enrique Conde                   | USA                          |                                                                | 6                          |            | 1994–1995    |
| Dean Corll                           | USA                          |                                                                | 28                         | 30         | 1971–1973    |
| Juan Vallejo Corona                  | USA                          |                                                                | 25                         |            | 1971         |
| Daniel Lee Corwin                    | USA                          |                                                                | 3                          |            | 1987         |
| Richard Cottingham                   | USA                          |                                                                | 6                          |            | 1967–1980    |
| Charles Cullen                       | USA                          |                                                                | 35                         | 45         | 1988–2003    |
| Andrew Phillip Cunanan               | USA                          |                                                                | 5                          |            | 1997         |
| Jeffrey Dahmer                       | USA                          |                                                                | 17                         |            | 1978–1991    |
| Olaf Däter                           | Deutschland                  | Serienmörder von Bremerhaven                                   | 5                          |            | 2001         |
| Horst David                          | Deutschland                  |                                                                | 7                          |            | 1975–1994    |
| Marcelo Costa De Andrade             | Brasilien                    |                                                                | 14                         |            | 1991         |
| Joseph James DeAngelo Jr.            | USA                          |                                                                | 12                         |            | 1976–1986    |
| Paul Charles Denyer                  | Australien                   |                                                                | 3                          |            | 1993         |
| Albert Henry DeSalvo                 | USA                          |                                                                | 13                         |            | 1962–1964    |
| Abul Djabar                          | Afghanistan                  |                                                                | 65                         | 300        | 1960er–1970  |
| Westley Allan Dodd                   | USA                          |                                                                | 3                          |            | 1989         |
| Ronald Joseph Dominique              | USA                          |                                                                | 8                          | 23         | 1997–2007    |
| Christopher Dorner                   | USA                          |                                                                | 3                          |            | 2013         |
| Ernst Dostal                         | Österreich                   |                                                                | 3                          |            | 1973         |
| Volker Eckert                        | Deutschland                  |                                                                | 9                          | 13         | 1974–2006    |
| Edward Edwards                       | USA                          |                                                                | 5                          |            | 1977–1996    |
| Kenneth Erskine                      | Großbritannien               |                                                                | 7                          | 11         | 1986         |
| Donald Leroy Evans                   | USA                          |                                                                | 3                          | 15–75      | 1970–1991    |
| Larry Eyler                          | USA                          | The Interstate Killer, The Highway Killer                      | 23                         |            | 1983–1984    |
| Werner Ferrari                       | Schweiz                      |                                                                | 5                          |            | 1971–1989    |
| Pedro Rodrigues Filho                | Brasilien                    |                                                                | 71                         | 100        | 1967–2003    |
| Joseph Paul Franklin                 | USA                          |                                                                | 20                         |            | 1977–1980    |
| Lonnie David Franklin                | USA                          |                                                                | 10                         | 10+        | 1985–2007    |
| Norman Volker Franz                  | Deutschland                  | Metromörder                                                    | 5                          |            | 1995–1997    |
| Klaus G.                             | Deutschland                  |                                                                | 5                          | 7          | 1960–1965    |
| John Wayne Gacy                      | USA                          |                                                                | 33                         |            | 1972–1978    |
| Ferdinand Gamper                     | Italien                      | Serienkiller von Meran                                         | 6                          |            | 1996         |
| Luis Garavito                        | Kolumbien                    |                                                                | 138                        | 172        | 1992–1999    |
| Carlton Michael Gary                 | USA                          |                                                                | 7                          |            | 1977–1978    |
| Donald Gaskins                       | USA                          |                                                                | 9                          | 110        | 1953–1982    |
| Arthur Gatter                        | Deutschland                  |                                                                | 8                          |            | 1990         |
| Guy Georges                          | Frankreich                   |                                                                | 7                          | 10         | 1991–1997    |
| Lorenzo Gilyard                      | USA                          |                                                                | 6                          | 13         | 1977–1993    |
| Harvey Murray Glatman                | USA                          |                                                                | 3                          |            | 1957–1958    |
| Sergei Alexandrowitsch Golowkin      | Sowjetunion / Russland       |                                                                | 11                         |            | 1986–1992    |
| Max Gufler                           | Österreich                   |                                                                | 4                          | 18         | 1952–1958    |
| Frank Gust                           | Deutschland                  |                                                                | 4                          |            | 1994–1998    |
| Erwin Hagedorn                       | DDR                          |                                                                | 3                          |            | 1969–1971    |
| Saeed Hanaei                         | Iran                         |                                                                | 16                         |            | 2001–2002    |
| Robert Christian Hansen              | USA                          |                                                                | 17                         |            | 1980–1983    |
| Charles Ray Hatcher                  | USA                          |                                                                | 16                         |            | 1969–1982    |
| Erich Hauert                         | Schweiz                      |                                                                | 3                          |            | 1982–1993    |
| Francis Heaulme                      | Frankreich                   | Criminal Backpacker                                            | 12                         | 13         | 1984–1989    |
| Thomas Holst                         | Deutschland                  | Heidemörder                                                    | 3                          |            | 1987–1990    |
| Niels Högel                          | Deutschland                  | Todespfleger                                                   | 106                        | 200 (ca.)  | 1999–2005    |
| Fritz Honka                          | Deutschland                  |                                                                | 4                          |            | 1970–1975    |
| Hu Wanlin                            | China                        |                                                                | 146                        |            | 1997–1999    |
| Abdallah al-Hubal                    | Jemen                        |                                                                | 12                         |            | 1990–1998    |
| Arwed Imiela                         | Deutschland                  |                                                                | 4                          |            | 1968–1969/70 |
| Javed Iqbal                          | Pakistan                     |                                                                | 100                        |            | ?–1998       |
| Keith Hunter Jesperson               | USA                          |                                                                | 8                          | 160        | 1990–1995    |
| John Joubert                         | USA                          | Nebraska Serial Killer                                         | 3                          |            | 1982–1983    |
| Theodore Kaczynski                   | USA                          |                                                                | 3                          |            | 1978–1995    |
| Ernst Karl                           | Österreich                   |                                                                | 3                          |            | 1968–1974    |
| Denis Kazungu                        | Ruanda                       |                                                                | 13                         | 14         | 2022–2023    |
| Patrick Wayne Kearney                | USA                          | Trash Bag Murderer                                             | 21                         | 28         | 1965–1977    |
| Edmund Emil Kemper                   | USA                          |                                                                | 10                         | 12         | 1963–1973    |
| Israel Keyes                         | USA                          |                                                                | 3                          | 11+        | 2001–2012    |
| Werner Kniesek                       | Österreich                   |                                                                | 4                          |            | 1972–1980    |
| Todd Kohlhepp                        | USA                          |                                                                | 7                          |            | 2003-2016    |
| Randy Steven Kraft                   | USA                          |                                                                | 16                         | 67         | 1971–1983    |
| Joachim Georg Kroll                  | Deutschland                  |                                                                | 8                          | 14         | 1955–1976    |
| Allan Legere                         | Kanada                       |                                                                | 5                          | 6          | 1989–1991    |
| Thomas Lemke                         | Deutschland                  |                                                                | 3                          |            | 1995–1996    |
| Stephan Letter                       | Deutschland                  | Todespfleger von Sonthofen                                     | 29                         |            | 2003–2004    |
| Samuel Little                        | USA                          |                                                                | 50 bestätigt, 93 gestanden | 136        | 1970–2005    |
| Robert Joe Long                      | USA                          | Classified Ad Rapist                                           | 10                         |            | 1984         |
| Pedro Alonso López                   | Kolumbien                    |                                                                | 56                         | 313        | 1978–1980    |
| Günter Lorenz                        | Österreich                   |                                                                | 3                          |            | 1983         |
| Franz Josef Ludy                     | Deutschland                  |                                                                | 4                          |            | 1952–1968    |
| Peter Lundin                         | Dänemark                     |                                                                | 4                          |            | 1991–2000    |
| Marco M.                             | Deutschland                  |                                                                | 3                          |            | 2003–2006    |
| Maoupa Cedric Maake                  | Südafrika                    | Wemmer Pan Serial Killer                                       | 27                         |            | 1996–1997    |
| Hiroshi Maeue                        | Japan                        | Suicide Website Murderer                                       | 3                          |            | 2005         |
| Peter Manuel                         | Großbritannien               |                                                                | 8                          | 18         | 1956–1958    |
| Zdzisław Marchwicki                  | Polen                        |                                                                | 21                         |            | 1964–1970    |
| Robert John Maudsley                 | Großbritannien               |                                                                | 4                          |            | 1974–1978    |
| Kenneth Allen McDuff                 | USA                          |                                                                | 14                         |            | 1966–1992    |
| Gennadi Modestowitsch Michassewitsch | Sowjetunion                  |                                                                | 36                         |            | 1971–1985    |
| Ivan Milat                           | Australien                   | The Backpacker Murderer                                        | 7                          |            | 1989–1994    |
| Tsutomu Miyazaki                     | Japan                        | Otaku-Mörder                                                   | 4                          |            | 1988–1989    |
| Václav Mrázek                        | Tschechoslowakei             |                                                                | 7                          |            | ?–1957       |
| Herbert Mullin                       | USA                          |                                                                | 13                         |            | 1972–1973    |
| Arnfinn Nesset                       | Norwegen                     |                                                                | 22                         | 27         | 1977–1981    |
| Martin Ney                           | Deutschland                  |                                                                | 3                          | 5          | 1992–2004    |
| Dennis Nilsen                        | Großbritannien               | The Muswell Hill Murderer                                      | 15                         |            | 1978–1983    |
| Ōkubo Kiyoshi                        | Japan                        |                                                                | 8                          |            | 1971         |
| Clifford Robert Olson                | Kanada                       |                                                                | 11                         |            | 1980–1981    |
| András Pándy                         | Belgien                      |                                                                | 6                          | 19         | 1986–1990    |
| Michel Peiry                         | Schweiz                      |                                                                | 5                          |            | 1981–1987    |
| Kaspars Petrovs                      | Lettland                     |                                                                | 13                         | 20         | 2002–2003    |
| Robert Pickton                       | Kanada                       |                                                                | 6                          | 49         | 1997–2001    |
| Hubert Pilčík                        | Tschechoslowakei             |                                                                | 5                          | 10         | 1948–1951    |
| Werner Pinzner                       | Deutschland                  |                                                                | 7                          | 10         | 1984–1986    |
| Alexander Jurjewitsch Pitschuschkin  | Russland                     |                                                                | 48                         | 63         | 1992–2006    |
| Norbert Poehlke                      | Deutschland                  |                                                                | 6                          |            | 1984–1985    |
| Heinrich Pommerenke                  | Deutschland                  |                                                                | 4                          |            | 1959         |
| Michail Wiktorowitsch Popkow         | Russland                     |                                                                | 78                         | 82+        | 1992–2010    |
| Bernhard Prigan                      | Deutschland                  | Autobahnmörder                                                 | 4                          |            | 1947–1952    |
| Robledo Puch                         | Argentinien                  |                                                                | 10                         |            | 1971–1972    |
| Dennis Rader                         | USA                          |                                                                | 10                         |            | 1974–1991    |
| Richard Ramírez                      | USA                          |                                                                | 13                         |            | 1984–1985    |
| David Parker Ray                     | USA                          |                                                                | 4                          | 60         | ?–2001       |
| Angel Maturino Resendez              | USA                          | Railroad Killer                                                | 9                          | 24         | 1997–1999    |
| Gary Ridgway                         | USA                          | Green River Killer                                             | 49                         | 71         | 1982–1998    |
| Joel Rifkin                          | USA                          |                                                                | 9                          | 17+        | 1989–1993    |
| Dayton Leroy Rogers                  | USA                          | Molalla Forest Murderer                                        | 6                          |            | 1983–1987    |
| Danny Rolling                        | USA                          |                                                                | 5                          | 8          | 1990         |
| Michael Bruce Ross                   | USA                          | The Connecticut Serial Killer                                  | 8                          |            | 1981–1984    |
| Thomas Rung                          | Deutschland                  |                                                                | 7                          |            | 1983–1995    |
| Harald Sassak                        | Österreich                   |                                                                | 7                          |            | 1971–1972    |
| Satish                               | Indien                       |                                                                | 10                         |            | 1995–1998    |
| Egidius Schiffer                     | Deutschland                  |                                                                | 5                          |            | 1983–1990    |
| Ulrich Schmidt                       | Deutschland                  | Feiertagsmörder                                                | 5                          |            | 1987–1989    |
| Beate Schmidt                        | Deutschland                  |                                                                | 6                          |            | 1989–1991    |
| Nikolai Schumaghalijew               | Sowjetunion                  |                                                                | 10                         |            | 1979–1980    |
| John Martin Scripps                  | Großbritannien               |                                                                | 3                          | 6          | 1995         |
| Heriberto Seda                       | USA                          | The New York Zodiac Killer                                     | 3                          |            | 1990–1994    |
| Manfred Seel                         | Deutschland                  |                                                                | 5                          |            | 1971–2004    |
| Tommy Lynn Sells                     | USA                          |                                                                | 13                         | 70         | 1979–1999    |
| Arthur John Shawcross                | USA                          | The Genesee River Killer                                       | 13                         |            | 1972–1990    |
| Harold Shipman                       | Großbritannien               | Britischer Hausarzt, wegen 15-fachen Patientenmord verurteilt. | 15                         | 250–459    | 1970–1998    |
| Thomas Silverstein                   | USA                          |                                                                | 3                          | 4          | 1981–1983    |
| David Thabo Simelane                 | Swasiland                    |                                                                | 34                         | 63         | 1998–2001    |
| Moses Sithole                        | Südafrika                    |                                                                | 38                         |            | 1994–1995    |
| Anatoli Jemeljanowitsch Sliwko       | Sowjetunion                  |                                                                | 7                          |            | 1964–1985    |
| Charles Sobhraj                      | Thailand                     |                                                                | 8                          | 8+         | 1975–1976    |
| Anthony Sowell                       | USA                          | The Imperial Avenue Murderer                                   | 11                         |            | 2007–2009    |
| Richard Speck                        | USA                          |                                                                | 10                         |            | ?–1966       |
| Alexander Nikolajewitsch Spessiwzew  | Sowjetunion / Russland       |                                                                | 20                         | 82         | 1991, 1996   |
| Gerald Stano                         | USA                          |                                                                | 9                          | 41         | 1974–1980    |
| Cary Stayner                         | USA                          | Yosemite Murderer                                              | 4                          |            | 1999         |
| Kurt-Friedhelm Steinwegs             | Deutschland                  |                                                                | 6                          |            | 1974–1983    |
| Mario Stiebitz                       | DDR                          |                                                                | 5                          |            | 1983–1984    |
| Franz Stockreiter                    | Österreich                   |                                                                | 3                          |            | 1974–1995    |
| Reiner Sturm                         | Deutschland                  |                                                                | 3                          |            | 1977         |
| Roberto Succo                        | Italien, Frankreich, Schweiz |                                                                | 7                          |            | 1981–1988    |
| William Lester Suff                  | USA                          | Lake Elsinore Killer                                           | 12                         | 22         | 1974–1992    |
| Ahmad Suradji                        | Indonesien                   |                                                                | 42                         |            | 1986–1997    |
| Peter Sutcliffe                      | Großbritannien               | Yorkshire Ripper                                               | 13                         |            | 1975–1980    |
| Hilmar Swinka                        | DDR                          |                                                                | 3                          |            | 1969         |
| Sipho Thwala                         | Südafrika                    |                                                                | 16                         | 19         | 1996–1997    |
| Serhij Tkatsch                       | Sowjetunion / Ukraine        |                                                                | 36                         | 100        | 1984–2005    |
| Peter Tobin                          | Großbritannien               |                                                                | 3                          |            | 1991–2006    |
| Maury Troy Travis                    | USA                          |                                                                | 12                         | 17         | 2000–2002    |
| Metod Trobec                         | Jugoslawien                  |                                                                | 5                          |            | 1977–1979    |
| Andrei Romanowitsch Tschikatilo      | Sowjetunion                  |                                                                | 53                         | 56         | 1978–1990    |
| Chester Dewayne Turner               | USA                          |                                                                | 11                         |            | 1987–1998    |
| Johann Unterweger                    | Österreich                   |                                                                | 10                         | 13         | 1974–1992    |
| Andrew Urdiales                      | USA                          |                                                                | 8                          |            | 1986–1996    |
| Coral Eugene Watts                   | USA                          |                                                                | 13                         | 85         | 1974–1982    |
| Kurt-Werner Wichmann                 | Deutschland                  | Göhrde-Mörder                                                  | 5                          | 21         | 1989         |
| Christopher Bernard Wilder           | USA                          |                                                                | 8                          | 14         | 1984         |
| Manfred Wittmann                     | Deutschland                  | Killer von Staffelstein                                        | 3                          |            | 1968–1969    |
| Randall Brent Woodfield              | USA                          | The I-5 Killer.                                                | 4                          | 18         | 1979–1981    |
| Steven Gerald James Wright           | Großbritannien               |                                                                | 5                          |            | 2006         |
| Yang Xinhai                          | China                        |                                                                | 67                         |            | 1999–2003    |
| Robert Yates                         | USA                          | Spokane Serial Killer                                          | 15                         | 18         | 1975–1998    |
| Yoo Young-chul                       | Südkorea                     |                                                                | 20                         | 21         | 2003–2004    |
| Zhang Yongming                       | China                        |                                                                | 11                         |            | 2008–2012    |
| Mhlengwa Zikode                      | Südafrika                    | Donnybrook Serial Killer                                       | 18                         | 29         | ?–1997       |
| Dieter Zurwehme                      | Deutschland                  |                                                                | 5                          |            | 1972–1999    |

## Historische Serienmörder
Die Namen sind alphabetisch sortiert. In der Liste historischer Serienmörder sind männliche Serienmörder deren aktive Zeit vor 1950 lag aufgeführt. Verurteilte, deren Prozess auf Aussagen basierten, die unter Folter erzwungen wurden müssen kommentiert werden. Bei Fällen ohne Hauptartikel ist eine kurze Beschreibung des Falles oder zumindest eine Zusammenfassung des Urteils erforderlich.
| Name                    | Land             | Beschreibung | Opfer          | Opfer      | aktive Zeit |
| Name                    | Land             | Beschreibung | nach- gewiesen | ver- mutet | aktive Zeit |
| ----------------------- | ---------------- | --- | -------------- | ---------- | ----------- |
| Ramiro Artieda          | Bolivien         | Er gestand acht Morde, zum Tode verurteilt und hingerichtet. | 8              |            | 1920–1939   |
| Joe Ball                | USA              | Beging Selbstmord, bevor er verhaftet werden konnte. Ihm konnten fünf Morde nachgewiesen werden. | 5              | 20         | 1936–1938   |
| Simon Bingelhelm        | Deutschland      | Unter Folter gestand er die Beteiligung an 26 Morden und wurde hingerichtet. | 26             |            | ?–1600      |
| Ali Asghar              | Iran             | Vergewaltigte und ermordete 33 Jungen, dafür zum Tode verurteilt und hingerichtet. | 33             |            | 1907–1933   |
| George Chapman          | Großbritannien   | Polnisch-britischer Giftmörder der für drei Morde zum Tode verurteilt und hingerichtet wurde. | 3              |            | 1897–1902   |
| Robert George Clements  | Großbritannien   | Mitglied des Royal College of Surgeons, ermordete seine vierte Frau mit Morphium, um an ihr Geld zu kommen. Er wurde des Mordes an seinen drei früheren Ehefrauen verdächtigt, deren Totenscheine er unterschrieben hatte. Er beging Selbstmord. | 1              | 4          | ?–1947      |
| Thomas Cream            | Großbritannien   | Nach einer Mordserie in den USA vorzeitig aus der Haft entlassen, für eine zweite Giftmordserie mit drei Opfern in Großbritannien zum Tode verurteilt und hingerichtet.                                                                          | 6              | 8          | 1876–1892   |
| Karl Denke              | Deutschland      | Kannibale, der sich der Verhaftung durch Selbstmord entzog, 30 belegte Morde. | 31             |            | 1903–1924   |
| Christman Gnipperteinga | Deutschland      | Legendäre Figur, die in zeitgenössischen Flugblättern und Liedern auftaucht, aber in den Kirchenbüchern nicht historisch belegt ist. |                | 964        | ?–1581      |
| Carl Großmann           | Deutschland      | Wegen dreifachen Mordes angeklagt, beging er Selbstmord, bevor er verurteilt werden konnte. | 3              | 23 – 100   | 1918–1921   |
| Fritz Haarmann          | Deutschland      | Zum Tode verurteilt wegen Mordes an 24 Jungen und jungen Männern im Alter von 10 bis 22 Jahren. | 24             | 27         | 1918–1924   |
| William Heirens         | USA              | Verurteilt wegen dreifachen Mordes. | 3              |            | 1945–1946   |
| Karl Hopf               | Deutschland      | Für die Morde an seinen Ehefrauen, Eltern und Kindern zum Tode verurteilt. | 4              |            | 1902–1913   |
| Béla Kiss               | Ungarn           | Zugeschrieben werden ihm Morde an 23 Frauen, von denen aber nur sieben Morde als gesichert gelten. | 7              | 23         | 1905 - 1914 |
| Willi Kimmritz          | Deutschland      | Das Todesurteil wegen dreifachen Mordes wurde in der Revision bestätigt und er wurde hingerichtet. | 4              |            | 1946–1948   |
| Wassili Komarow         | Sowjetunion      | Gestand 33 Morde und wurde hingerichtet. | 33             |            | 1921–1923   |
| Peter Kürten            | Deutschland      | Für Mord in neun Fällen neunmal zum Tode verurteilt und hingerichtet. | 9              |            | 1913–1929   |
| Henri Landru            | Frankreich       | Wegen zehnfachen Frauenmordes zum Tode verurteilt und nach abgelehnter Berufung hingerichtet. | 10             | 11         | 1914–1918   |
| Johann Mayer            | Deutschland      | Todesurteil wegen vierfachen Mordes und Totschlags. | 4              |            | 1918–1919   |
| Hadj Mesfewi            | Marokko          | Hingerichtet wegen Mordes an 36 Frauen. | 36             |            | ?–1906      |
| Frederick Mors          | USA              | Gestand acht Giftmorde an Altenheimbewohnern. Er wurde verhaftet und in eine psychiatrische Klinik eingewiesen, aus der er floh. Sein weiteres Schicksal ist unbekannt.                                                                          | 8              |            | 1914–1915   |
| Václav Mrázek           | Tschechoslowakei | Für sieben Morde zum Tode verurteilt und hingerichtet. | 7              |            | ?–1957      |
| Peter Nirsch            | Deutschland      | Legendärer Raubmörder, der in zeitgenössischen Flugschriften und Balladen erwähnt wird. |                | 520        | 1570–1581   |
| Paul Ogorzow            | Deutschland      | Der sogenannte S-Bahn-Mörder wurde für acht Morde zum Tode verurteilt und hingerichtet. | 8              |            | 1940–1941   |
| Friedrich Opitz         | Deutschland      | 64 Eisenbahnüberfälle, 54 Raubüberfälle und drei Morde im Raum Braunschweig wurden ihm vorgeworfen. Gestand zwei Morde, um seine Frau zu entlasten. Wegen zweifachen Mordes verurteilt und hingerichtet.                                         | 2              | 3          | 1933        |
| Rudolf Pleil            | Deutschland      | Wegen zehnfachen Frauenmordes wurden Pleil und seine beiden Komplizen Karl Hoffmann und Konrad Schüßler in Braunschweig zu lebenslanger Haft verurteilt. Pleil erhängte sich in seiner Zelle.                                                    | 10             |            | 1946–1947   |
| Gilles de Rais          | Frankreich       | Held des Hundertjährigen Krieges, Heerführer von Frankreich, Kampfgefährte von Jeanne d’Arc. Nach einem Konflikt mit der Kirche wurde er als angeblicher Serienmörder hingerichtet, aber 1992 rehabilitiert.                                     |                | 200        | 1435–1440   |
| Hugo Schenk             | Österreich       | Heiratsschwindler, der vier Frauen ermordete, um an ihre Mitgift zu kommen. Er wurde zusammen mit seinem Komplizen Karl Schlossarek zum Tode verurteilt und hingerichtet.                                                                        | 4              |            | 1883        |
| Friedrich Schumann      | Deutschland      | „Massenmörder vom Falkenhagener See“ genannt, wegen sechs Morden rechtskräftig verurteilt. | 6              | 11         | 1911–1921   |
| Adolf Seefeldt          | Deutschland      | Verurteilung und Hinrichtung wegen Mordes an Kindern in zwölf Fällen. | 12             |            | 1895–1935   |
| George Smith            | Großbritannien   | Britischer Bigamist, für den Mord an drei Frauen angeklagt, zum Tode verurteilt und hingerichtet. | 3              |            | 1913–1914   |
| Peter Stump             | Deutschland      | Kirchenbucheinträge und Prozessakten sind nicht erhalten. Der Werwolf-Prozess, in dem ihm angeblich 16 Morde zur Last gelegt wurden, ist nur durch zeitgenössische, meist ausländische Flugschriften überliefert.                                |                | 16         | 1564–1589   |
| Ludwig Tessnow          | Deutschland      | Kindermörder, dem mindestens vier Kinder zum Opfer fielen. Sein Fall ging durch das erste wissenschaftliche Gutachten über Blutarten in die Kriminalgeschichte ein.                                                                              | 4              |            | 1898–1901   |
| Eugen Weidmann          | Frankreich       | Beging in Frankreich sechs Morde und wurde dafür zum Tode verurteilt. Seine Enthauptung durch die Guillotine war die letzte öffentliche Hinrichtung in Frankreich.                                                                               | 6              |            | 1937        |

## Serienmörderinnen
Die Namen sind alphabetisch sortiert. In der Liste von Serienmörderinnen sind weibliche Serienmörderinnen aufgeführt. Bitte WP:BIO#Straftaten beachten. Verurteilte, deren Prozess auf Aussagen basierten, die unter Folter erzwungen wurden müssen kommentiert werden. Bei Fällen ohne Hauptartikel ist eine kurze Beschreibung des Falles oder zumindest eine Zusammenfassung des Urteils erforderlich.
| Name                              | Land           | Übername                     | Opfer          | Opfer      | aktive Zeit |
| Name                              | Land           | Übername                     | nach- gewiesen | ver- mutet | aktive Zeit |
| --------------------------------- | -------------- | ---------------------------- | -------------- | ---------- | ----------- |
| Estibaliz Carranza                | Österreich     |                              | 2              | 2          | 2006 - 2010 |
| Caroline H.                       | Schweiz        | Parkhausmörderin             | 2              | 2          | 1991-1997   |
| Beverley Allitt                   | Großbritannien |                              | 4              |            | 1991        |
| Amy Archer-Gilligan               | USA            |                              | 1              | 48         | 1910–1917   |
| Susan Atkins                      | USA            |                              | 3              | 4          | 1969–?      |
| Velma Margie Barfield             | USA            |                              | 5              |            | 1971–1978   |
| Juana Barraza Samperio            | Mexiko         |                              | 1              | 40         | 2000–2005   |
| Irene Becker                      | Deutschland    |                              | 5              | 6          | 2005–2006   |
| Marie Alexandrine Becker          | Belgien        |                              | 11             |            | 1934–1936   |
| Elfriede Blauensteiner            | Österreich     |                              | 3              |            | 1992–1997   |
| Marie-Madeleine de Brinvilliers   | Frankreich     |                              | 3              |            | 1666–1670   |
| Judias Anna Buenoano              | USA            |                              | 3              |            | 1971–1980   |
| Leonarda Cianciulli               | Italien        | Seifenmacherin von Correggio | 3              |            | 1939–1940   |
| Gesche Gottfried                  | Deutschland    |                              | 15             |            | 1813–1827   |
| Hélène Jégado                     | Frankreich     |                              | 3              | 36         | 1833–1851   |
| Ottilie Klimek                    | USA            |                              | 3              | ?          | 1914–1922   |
| Christa Lehmann                   | Deutschland    |                              | 3              |            | 1952–1954   |
| Martha Marek                      | Österreich     |                              | 4              |            | 1932–1934   |
| Marianne Nölle                    | Deutschland    |                              | 7              | 17         | 1984–1992   |
| Tuba S.                           | Deutschland    |                              | 3              |            | 2016        |
| Darja Nikolajewna Saltykowa       | Russland       |                              | 38             | 139        | ?–1762      |
| Cristina Soledad Sánchez Esquivel | Mexiko         |                              | 5              | 6          | 2010        |
| Margarita Sánchez Gutiérrez       | Spanien        |                              | 4              | 7          | 1992–1995   |
| Maria Catherina Swanenburg        | Niederlande    |                              | 27             | 90+        | 1880–1883   |
| Marybeth Tinning                  | USA            |                              | 1              | 9          | 1972–1985   |
| Jane Toppan                       | USA            |                              | 31             | 70         | 1880–1901   |
| Maria Velten                      | Deutschland    |                              | 3              | 5          | 1963–1980   |
| Louise Vermilyea                  | USA            |                              | 9              |            | 1893–1911   |
| Jeanne Weber                      | Frankreich     |                              | 10             |            | 1902–1906   |
| Elisabeth Wiese                   | Deutschland    |                              | 5              |            | ?–1904      |
| Aileen Wuornos                    | USA            |                              | 7              |            | 1989–1990   |
| Anna Margaretha Zwanziger         | Deutschland    |                              | 3              |            | 1808–1809   |

## Serienmörder-Paare/-Gruppen
| Name                                                             | Land                  | Beschreibung | Opfer        | Opfer    | aktive Zeit     |
| Name                                                             | Land                  | Beschreibung | nachgewiesen | vermutet | aktive Zeit     |
| ---------------------------------------------------------------- | --------------------- | --- | ------------ | -------- | --------------- |
| Beane Family                                                     | Schottland            | historisch nicht belegte Legende, Teil der schottischen Folklore und der Tourismusindustrie von Edinburgh. |              | 1000     | 15. Jahrhundert |
| Bloody Benders                                                   | USA                   | Vierköpfige Gruppe, die wohlhabend erscheinende Reisende tötete und ausplünderte. | 11           |          | 1872–1873       |
| Bernardo/Homolka-Fall                                            | Kanada                | Paul Bernardo und Karla Homolka vergewaltigten und töteten mehrere junge Mädchen. | 3            |          | 1990–1993       |
| Mohammed Bijeh und Ali Baghi                                     | Iran                  | Bijeh gestand 18 Morde an 16 Jungen im Alter von 8 bis 15 Jahren und zwei Erwachsenen und wurde dafür hingerichtet. | 18           |          | 2004            |
| Moormorde                                                        | Großbritannien        | Ian Brady und Myra Hindley ermordeten Kinder im Alter zwischen 10 und 17 Jahren | 3            | 5        | 1963–1965       |
| The Hillside Stranglers                                          | USA                   | Kenneth Alessio Bianchi und Angelo Buono ermordeten zwischen 1977 und 1979 mehrere Frauen und legten die Toten in den Hügeln von Hollywood ab. | 10           |          | 1977–1979       |
| West-Port-Murderer                                               | Großbritannien        | William Burke und William Hare mordeten, um die Opfer als Anatomieleichen an das Edinburgh Medical College zu verkaufen. Ihr Hauptkunde war der Mediziner Robert Knox. | 17           |          | 1827–1828       |
| Marc Dutroux, Michelle Martin, Michel Lelièvre und Michel Nihoul | Belgien               | Dutroux erhielt für 5 Morde lebenslänglich Zuchthaus, Michelle Martin erhielt für 2 Morde 30 Jahre Zuchthaus, Michel Lelièvre erhielt 25 Jahre Zuchthaus und Michel Nihoul wurde zu fünf Jahren Haft verurteilt, möglicherweise waren diese Täter Mitglieder eines größeren Menschenhändlerings | 7            | ?        | 1995–1996       |
| Michel Fourniret und Monique Olivier                             | Frankreich / Belgien  | Fourniret wurde für 8 Morde zu einer lebenslänglichen Freiheitsstrafe verurteilt und seine Frau zu lebenslanger Haft mit einer Mindesthaftdauer von 28 Jahren. | 8            | 12       | 1987–2001       |
| Todesengel von Lainz                                             | Österreich            | Die Stationshilfen Waltraud Wagner, Irene Leidolf, Stefanija Meyer und Maria Gruber ermordeten im Krankenhaus Lainz in Wien Patienten. | 40           | 200      | 1983–1989       |
| Leonard Lake und Charles Ng                                      | USA                   | | 11           | 35       | 1983–1985       |
| Henry Lee Lucas und Ottis Toole                                  | USA                   | | 14           | 100      | 1960–1983       |
| Gruppe Ludwig                                                    | Italien / Deutschland | | 15           |          | 1977–1984       |
| Manson Family                                                    | USA                   | | 8            |          | 1969            |
| John Muhammad und Lee Malvo                                      | USA                   | Beltway Snipers | 10           | 13       | 2002            |
| Karl Friedrich Masch und Martin Masch                            | Deutschland           | | 12           |          | 1856-1861       |
| Anatolij Onoprijenko und Serhij Rohosin                          | Sowjetunion / Ukraine | Anatolij Onoprijenko beging zwei Mordserien: 1989 mit Unterstützung von Serhij Rohosin (9 Opfer) und 1995–1996 allein (43 Opfer) | 52           |          | 1989, 1995–1996 |
| Dnepropetrovsk Maniacs                                           | Ukraine               | | 21           |          | 2007            |
| Ripper Crew                                                      | USA                   | Robin Gecht, Edward Spreitzer und die Brüder Andrew und Thomas Kokoraleis töteten, verstümmelten und ermordeten zahlreiche Frauen und töteten einen Mann bei einer Schießerei in Illinois. | 6            | 18       | 1981–1982       |
| Charles Starkweather und Caril Ann Fugate                        | USA                   | Der 19-Jährige beging zusammen mit seiner 14-jährigen Freundin elf Morde und wurde dafür hingerichtet. Fugate wurde nach Erwachsenenstrafrecht zu lebenslanger Haft verurteilt. | 11           |          | 1957–1958       |
| Alexei Sukletin                                                  | Sowjetunion           | Frauenmörder und Kannibale, zum Tode verurteilt und hingerichtet. Seine Komplizen Madina Schakirowa und Anatoli Nikitin erhielten je 15 Jahre. | 7            | 7        | 1979–1985       |
| Schwarze Witwe von Bodenfelde                                    | Deutschland           | Dem Täterpaar Lydia L. und Siggi S. wurden vier Morde nachgewiesen. Lydia L. wurde zu lebenslanger Haft und Siggi S. zu zwölf Jahren Haft verurteilt. | 4            |          | 1994–2000       |
| Hermann Duft und Hans Wilhelm Bassenauer                         | Griechenland          | Wegen sechsfachen Mordes zum Tode verurteilt, die Berufung vom Obersten Kassationsgericht abgelehnt und das Urteil am 15. Dezember 1969 vollstreckt. | 6            |          | 1969            |

## Ungeklärte Serienmorde
Die Liste umfasst ungeklärte Serienmorde, die aus drei oder mehr belegten Morden bestehen, die eine Einzelperson, in einigem zeitlichen Abstand voneinander verübt hat.
| Übername                      | Land           | Vermutete Opfer | Aktive Zeit |
| ----------------------------- | -------------- | --------------- | ----------- |
| B1-Butcher                    | Namibia        | 5               | 2005–2007   |
| Cleveland-Torso-Mörder        | USA            | 12              | 1935–1938   |
| Frankfurter Kanalmörder       | Deutschland    | 7               | 1976–1989   |
| Frauenmorde von Ciudad Juárez | Mexiko         | 400             | 1993–2005   |
| Jack the Ripper               | Großbritannien | 5               | 1888        |
| Pärchenmorde von Florenz      | Italien        | 16              | 1968–1985   |
| Münsterlandmorde              | Deutschland    | 4               | 1971–1974   |
| Paraquat-Morde                | Japan          | 12              | 1985        |
| Leichenfunde von Hannover     | Deutschland    | 6               | 1975–1977   |
| Servant Girl Murders          | USA            | 16              | 1884–1885   |
| West-Mesa-Morde               | USA            | 11              | 2003–2005   |
| Zodiac-Killer                 | USA            | 5               | 1968–1970   |